# 拉罗克多尔姆
拉罗克多尔姆（法語：Laroque-d'Olmes，法語發音：[laʁɔk dɔlm]）是法国阿列日省的一个市镇，位于该省东部，属于帕米耶区。

## 地理
拉罗克多尔姆（42°58'12"N, 1°52'19"E）面积14.36 平方千米，位于法国奧克西塔尼大區阿列日省，该省份为法国西南部内陆省份，西部和北部与上加龙省接壤，东临奥德省，东南至东比利牛斯省接壤，南与安道尔和西班牙接壤。
与拉罗克多尔姆接壤的市镇（或旧市镇、城区）包括：艾格维沃、埃尔斯河畔拉巴斯蒂德、德勒耶、埃斯克拉涅、拉沃拉内、莱朗、雷加、索泰勒、塔布尔。

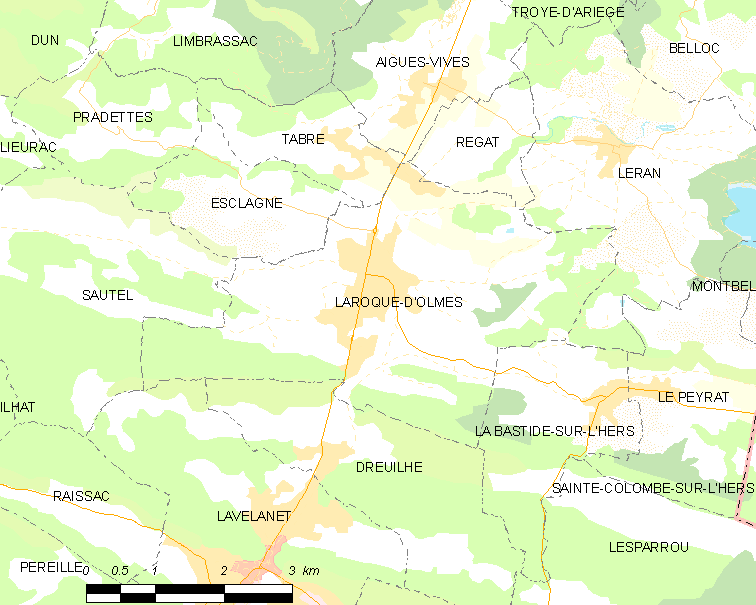
拉罗克多尔姆的OSM定位图

拉罗克多尔姆的时区为UTC+01:00、UTC+02:00（夏令时）。

## 行政
拉罗克多尔姆的邮政编码为09600，INSEE市镇编码为09157。

## 政治
拉罗克多尔姆所属的省级选区为米尔普瓦县。

## 人口

1962-2008年间拉罗克多尔姆人口变化图示

拉罗克多尔姆于2022年1月1日时的人口数量为2414人。